# Lukavica (Lazarevac)
Lukavica (em cirílico:Лукавица) é uma vila da Sérvia localizada no município de Lazarevac, pertencente ao distrito de Belgrado, na região de Kolubara. Possuía uma população de 455 habitantes segundo o censo de 2002.

## Demografia
| 1948 | 1953 | 1961 | 1971  | 1981  | 1991 | 2002 |
| ---- | ---- | ---- | ----- | ----- | ---- | ---- |
| 677  | 720  | 820  | 1 281 | 1 522 | 577  | 455  |